# Valle de los Ingenios
Valle de los Ingenios (trong tiếng Tây Ban Nha có nghĩa là thung lũng các nhà máy đường mía) là một khu vực bao gồm ba thung lũng nối liền nhau có chiều dài khoảng 12 kilômét (7,5 mi), bên ngoài Trinidad, Cuba. Ba thung lũng có tên lần lượt là  San Luis, Santa Rosa và Meyer là trung tâm của quá trình sản xuất đường mía từ cuối thế kỷ 18 đến cuối thế kỷ 19 ở Cuba.
Thời kỳ đỉnh cao của ngành công nghiệp đường mía, ở Cuba có tới hơn 50 nhà máy đi vào hoạt động nằm ở ba thung lũng trên, với khoảng 30.000 nô lệ làm việc trong các nhà máy và các đồn điền trồng mía bao quanh. Toàn bộ khu vực có diện tích 270 km2 (100 dặm vuông Anh), bao gồm các địa điểm của hơn 70 nhà máy mía đường cũ.

## Tổng quan
Sản xuất đường là một ngành quan trọng đối với Cuba ngay từ khi các khu định cư sớm của người Tây Ban Nha được hình thành. Cây mía đã được giới thiệu tới hòn đảo vào năm 1512 khiến việc trao đổi hàng hóa tại Trinidad và các khu vực xung quanh phát triển. Các hòn đảo ở Cuba trở thành nơi sản xuất đường mía hàng đầu thế giới trong những năm thế kỷ 18 đến cuối thế kỷ 19, khi sản xuất đường mía đóng vai trò là ngành công nghiệp chính. Khí hậu và đất đai đều hoàn hảo cho việc trồng mía, và hệ thống giao thông tốt điều kiện cho việc vận chuyển, xuất khẩu đường tinh luyện. Để tránh việc đường bị hỏngvieecj vận chuyển nhanh chóng ra cảng là điều cần thiết. Và để giải quyết vấn đề này, một tuyến đường sắt đặc biệt được xây dựng thông qua các thung lũng trong cuối những năm 1880, kết nối Valle de los Ingenios với Trinidad và cảng biển ở Casilda, cách Trinidad khoảng 6 km. Thung lũng được cung cấp nước bởi một số con sông, trong đó có sông Agabama, Caracusey, Ay, và Tayaba.
Do sự tuyệt chủng của những người bản địa ở Cuba vì bệnh tật lây lan từ những người định cư, mặc dù họ cũng được chữa trị như những người nô lệ châu Âu, nên các chủ đồn điền Tây Ban Nha đã nhập khẩu nô lệ châu Phi tới làm việc trong các đồn điền và nhà máy. Việc xóa bỏ chế độ nô lệ của Tây Ban Nha và năm 1820 khiến việc nhập khẩu lao động từ châu Phi trở nên khó khăn hơn, nhưng nó chỉ được chấm dứt hẳn cho đến khi các cuộc chiến tranh giành độc lập diễn ra vào thế kỷ 19, sự thống trị kinh tế của khu vực này đã kết thúc, rất nhiều các nhà máy đường đã bị bỏ hoang hoặc trở nên xuống cấp.
Năm 1988, Valle de los Ingenios và khu vực lân cận Trinidad đã được tuyên bố là Di sản thế giới của UNESCO. Hầu hết các nhà máy đường trong khu di tích có cấu trúc vẫn còn khá nguyên vẹn, bao gồm cả Guachinango, nơi vẫn còn trồng mía, và Manaca Iznaga, nơi có nhà ở của các chủ đồn điền, một tòa tháp và một số doanh trại, các khu nô lệ cũ vẫn còn đứng vững. Mặc dù doanh trại ngày nay được sử dụng như nhà ở, một ngôi nhà đã được chuyển đổi thành một nhà hàng, còn "tháp Iznaga" được duy trì tốt.
Tháp Iznaga là công trình cao 45 mét được xây dựng vào năm 1816 bởi chủ sở hữu Alejo Maria Iznaga và Borrell. Theo các chuyên gia, quả chuông treo trên đỉnh tháp trước đây được đánh như là dấu hiệu bắt đầu và kết thúc ngày làm việc của những nô lệ, cũng như thời gian cho việc cầu nguyện trước Đức Trinh Nữ vào các buổi sáng, trưa và chiều. Nó cũng được sử dụng như âm thanh báo động khẩn cấp trong trường hợp có hỏa hoạn hoặc nô lệ trốn thoát. Chiều cao và sự lộng lẫy của tháp thể hiện tầm vóc của nó trong ngành công nghiệp đường và xã hội của địa phương; trong một thời gian nó là cấu trúc cao nhất ở Cuba. Một cột mốc được công nhận của khu vực, tháp Iznaga đã chứng minh cho hưng thịnh văn hóa vật chất của khu vực trong thời kỳ thuộc địa Tây Ban Nha. Chiếc chuông lớn bây giờ hiện nằm ở chân tháp.

## Gallery

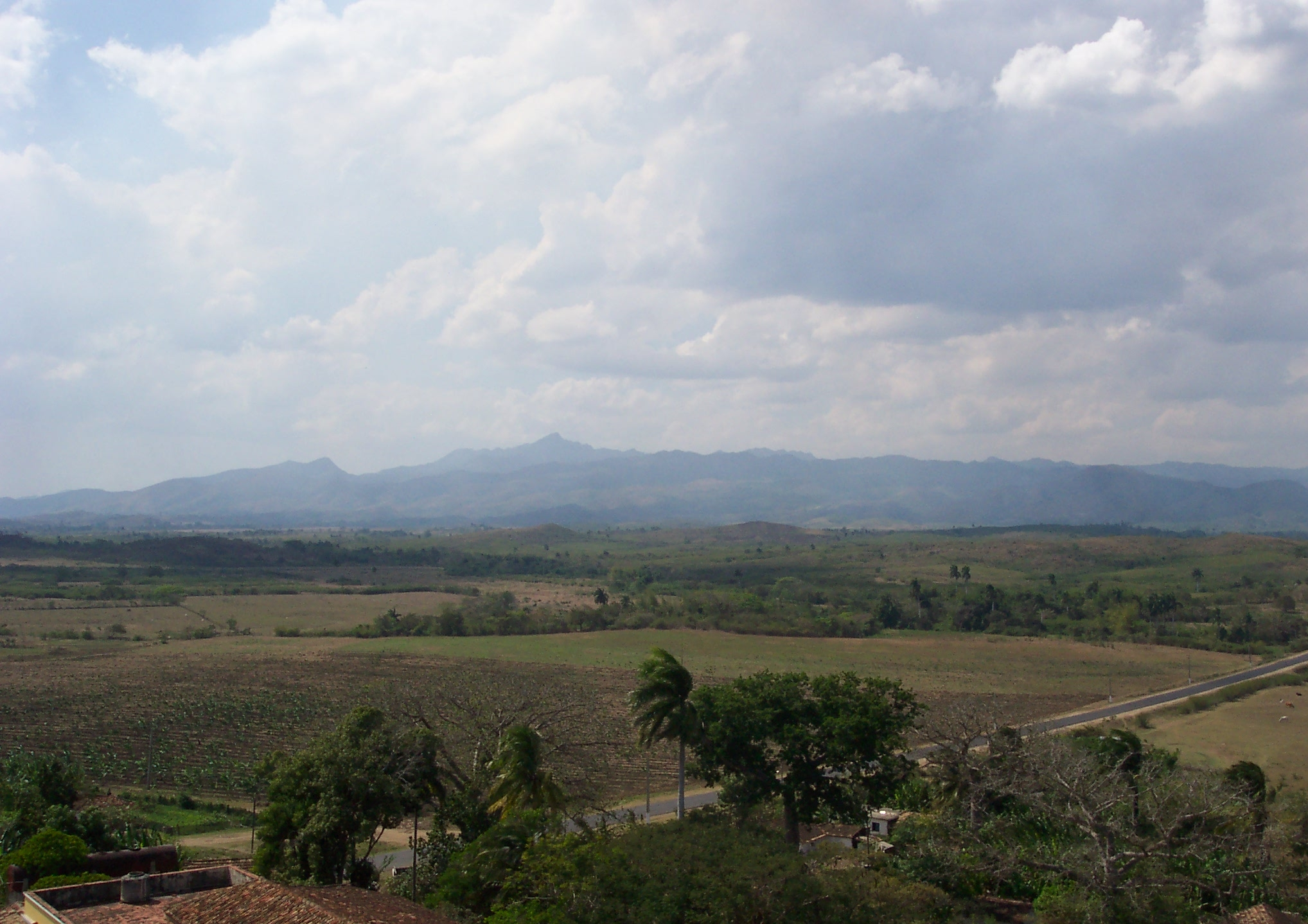
Thung lũng
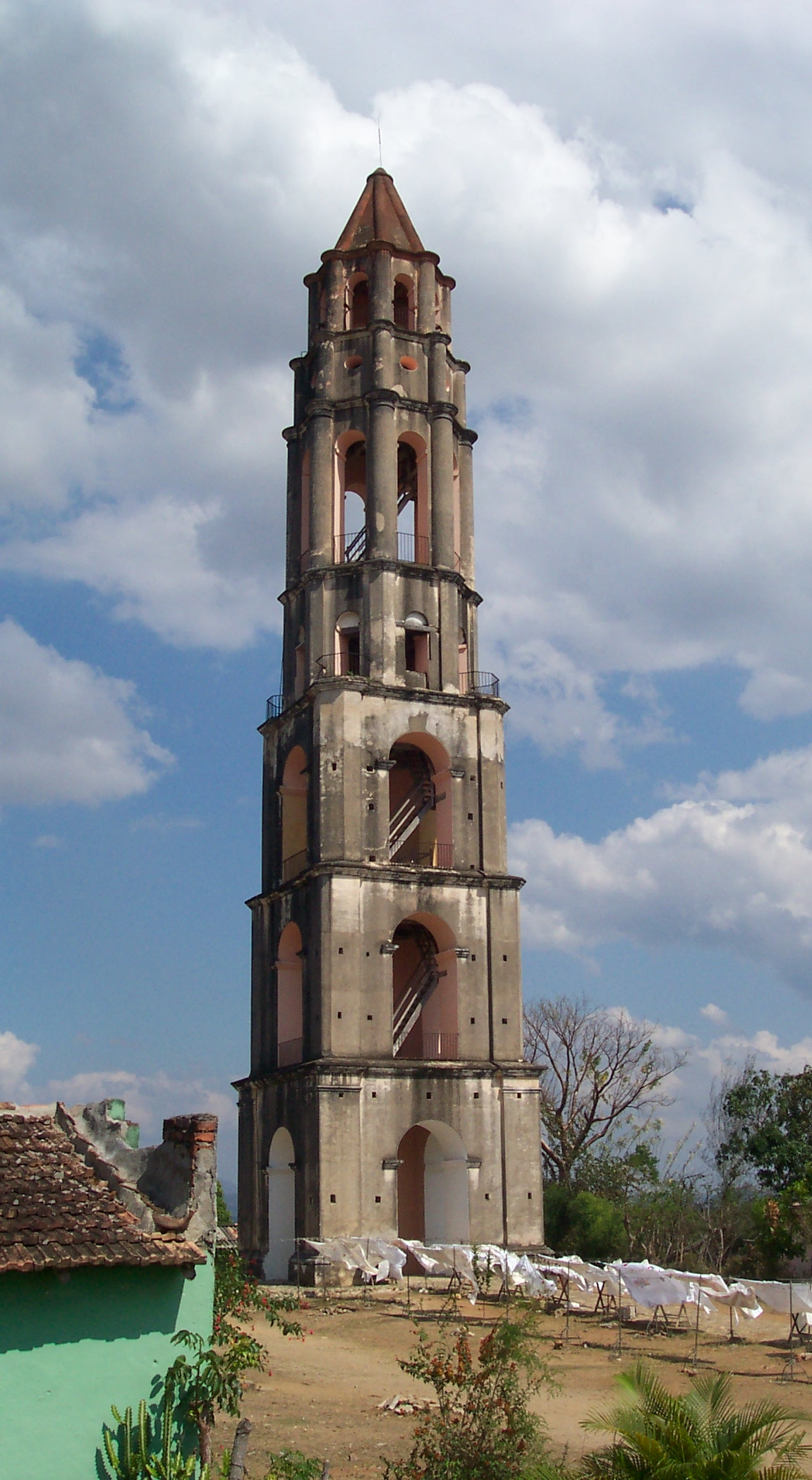
Tháp Manaca Iznaga
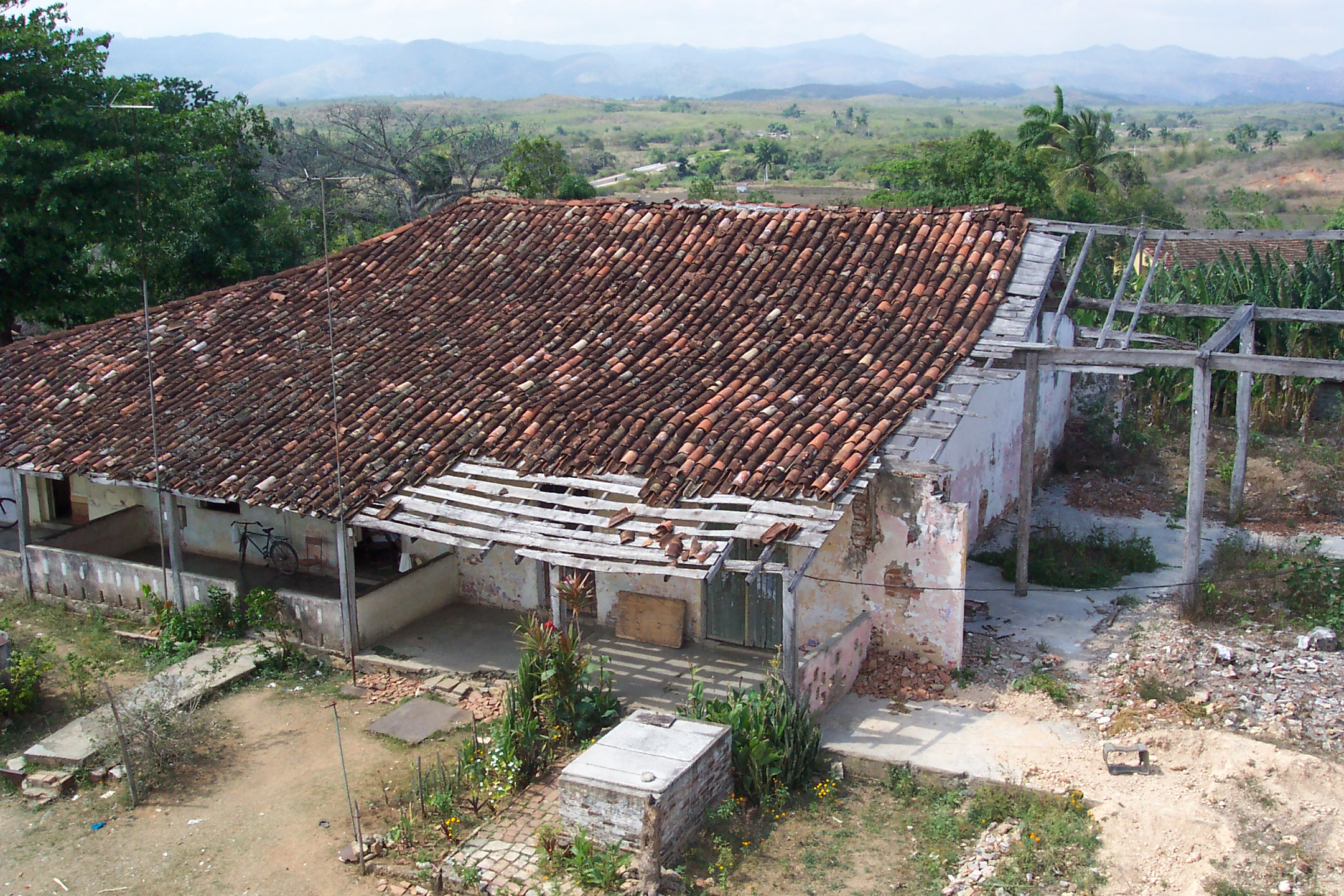
Nhà ở của nô lệ tại Manaca Iznaga
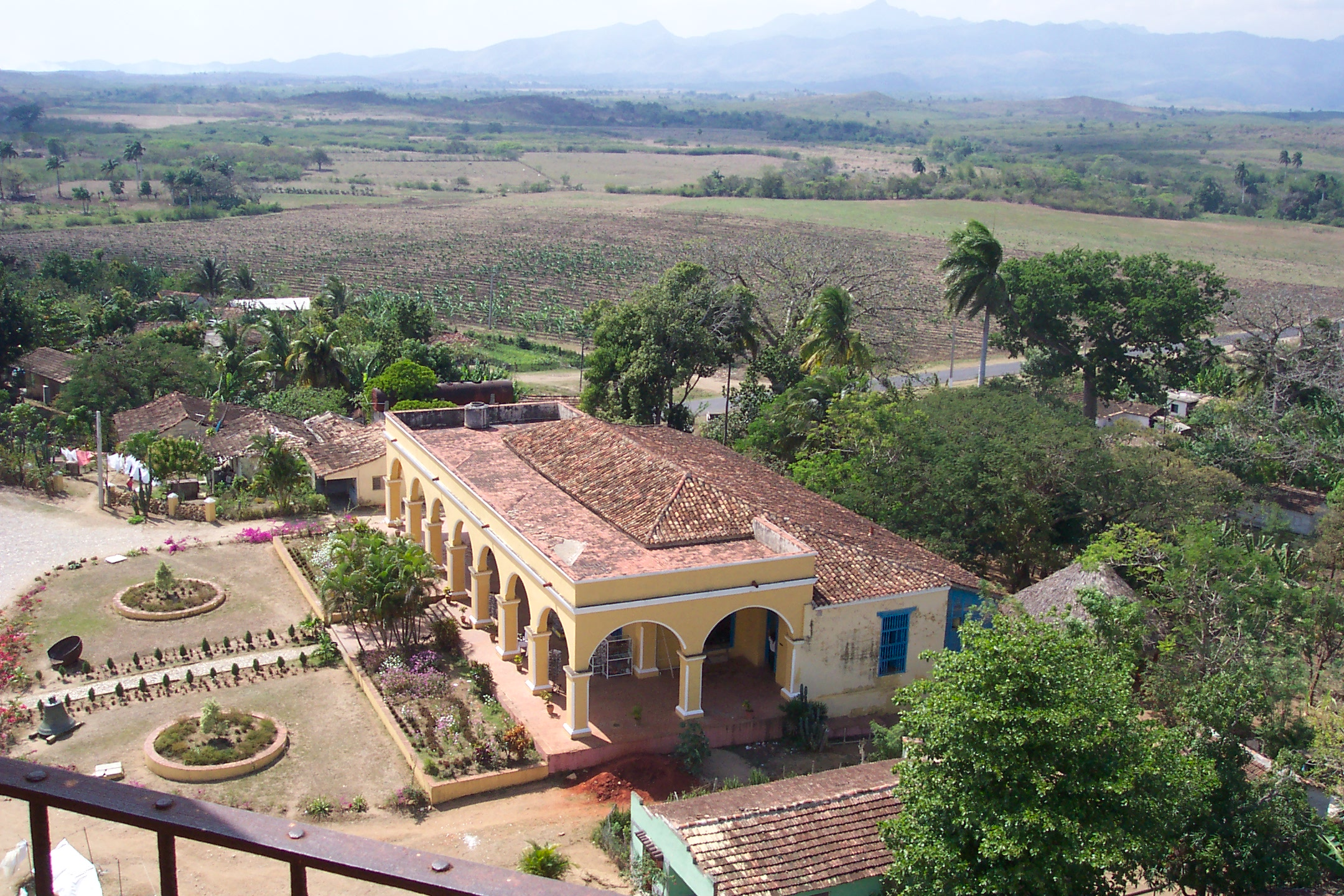
Ngôi nhà ở của chủ đồn điền tại Manaca Iznaga
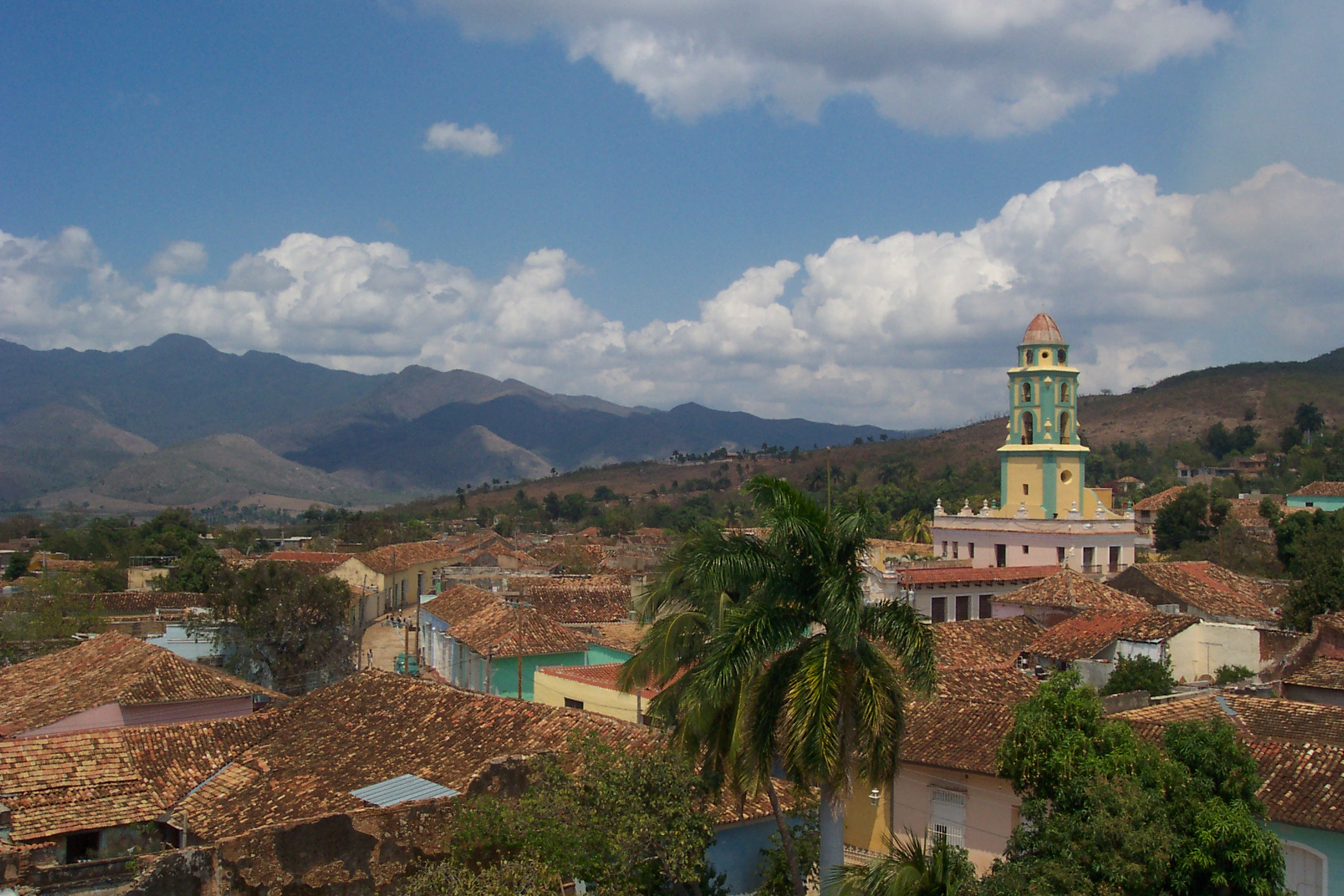
Toàn cảnh nhìn ra thung lũng nhà máy mía đường từ Trinidad
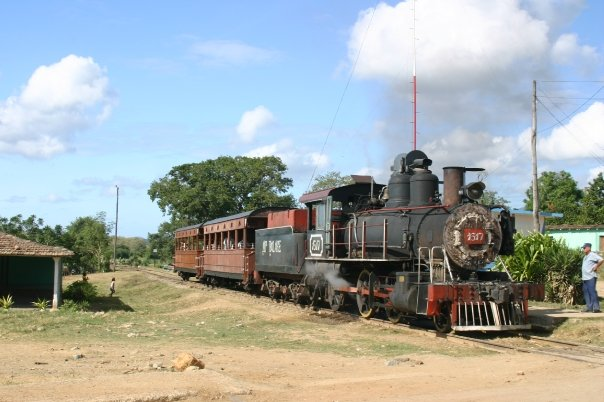
Baldwin Locomotive chạy từ Trinidad tới Manaca Iznaga.